# Blut und Ehre – Jugend unter Hitler
Blut und Ehre – Jugend unter Hitler aus dem Jahre 1982 ist eine deutsche TV-Mini-Serie, die als Co-Produktion zwischen dem SWF (Südwestfunk) und der Taurus Film, München entstand.

## Konzept
Das Drehbuch stammt von Helmut Kissel und basiert zum Teil aus seinen eigenen Erfahrungen als Mitglied der Hitlerjugend. Robert Muller hat an dem Drehbuch mitgearbeitet. Helmut Kissel fungierte als Direktor des Projekts, wurde dann nach wenigen Wochen von Bernd Fischerauer ersetzt. Die Dreharbeiten fanden im August 1980 in Baden-Baden statt und gingen dann zwischen Januar und März 1981 zu Ende.
Jede Szene wurde sowohl in Deutsch als auch in Englisch gedreht, daraus resultieren die zwei Versionen des Films. Die Postproduktion der deutschen Version wurde im Frühjahr 1982 abgeschlossen. Die Premiere im westdeutschen Fernsehen war im Juli 1982 und erreichte einen Zuschaueranteil von 50 %.
Die US-amerikanische Version hatte im November 1982 Premiere in verschiedenen unabhängige Fernsehstationen in den Vereinigten Staaten (KBHK-44, WPIX-TV etc.). Blut und Ehre: Jugend unter Hitler erhielt auch einen Peabody Award im Jahr 1982 und wurde in sieben Ländern, darunter die Niederlande, Großbritannien, Österreich und Israel gezeigt.
Im Anschluss an die Serie wurde eine Diskussionsrunde Jugend unter Hitler - War es wirklich so? gesendet.

## Handlung
Die Serie umfasst vier Teile, welche chronologisch die Entwicklung der sozialdemokratischen Familie Keller, der Familie des Juristen und NS-Funktionärs Dr. Mönkmann und der jüdischen Kaufmannsfamilie Kuhn zeigen. Die Söhne Hartmut Keller, Hans Mönkmann und Franz Kuhn besuchen dieselbe Schulklasse des örtlichen Gymnasiums. 

### 1. Teil: 1933
Der erste Teil spielt im Februar 1933 zwischen der Machtergreifung der Nationalsozialisten und der Reichstagswahl am 5. März. Hartmuts Vater Ernst und dessen Parteigenosse Rudolf Gruber suchen im Hinblick auf den befürchteten Wahlerfolg der NSDAP heimlich den Schulterschluss mit den Kommunisten, was jedoch misslingt. Hans Mönkmann wirbt seinen Schulfreund Hartmut für das Jungvolk, was Hartmuts Vater, einen arbeitslosen Musiker, der dem jungen Franz Kuhn Klavierunterricht erteilt, entsetzt. Hartmut zieht jedoch die Kameradschaft im Jungvolk dem Schachspiel mit seinem Freund Franz vor. Die NSDAP erringt die Mehrheit im Reichstag, Ernst Keller und Rudolf Gruber werden verfolgt und inhaftiert. Politische Opposition ist nicht mehr möglich.

### 2. Teil: 1933–1936
Im zweiten Teil ist Hartmut überzeugtes Mitglied des Jungvolks und besteht die Pimpfenprüfung. Er erhält das ersehnte HJ-Fahrtenmesser mit der Gravur „Blut und Ehre“. Hartmut und Hans exerzieren in ihrer Jungenschaft und üben sich in paramilitärischen Ritualen und Befehlen. Franz Kuhn verliert den Anschuss an seine Freunde, da er nicht in die HJ eintreten und bei den Kellers auch keinen privaten Musikunterricht mehr nehmen darf. Im Schulunterricht und in der Schülerzeitung Hilf mit! geht es um die deutschen Gebietsverluste infolge des Versailler Vertrags, die Mendelsche Erblehre, die nationalsozialistische Rassenhygiene und die Nürnberger Gesetze. Die Lehrerschaft ist ideologisch gleichgeschaltet. Ernst Keller findet Arbeit im Reichsarbeitsdienst, muss dafür aber seine politischen Überzeugungen verraten, was seine Tochter Renate und sein Freund Gruber ihm vorwerfen. Gruber hält sich und seinen Sohn mit Gelegenheitsarbeiten über Wasser. Hartmut läuft sich auf einem Gewaltmarsch in ein Ferienlager die Füße blutig, hält aber durch und weint nicht. Hans Mönkmann wird in eine Adolf-Hitler-Schule aufgenommen.

### 3. Teil: 1938
Im dritten Teil hat sich Frau Keller der NS-Frauenschaft angeschlossen, ihre Tochter Renate wird gegen ihren Willen zu Arbeitseinsätzen auf dem Land verpflichtet. Damit hat der Nationalsozialismus die gesamte Familie Keller vereinnahmt. Die Kuhns verlieren nach der sog. Reichskristallnacht ihr Bekleidungsgeschäft durch Arisierung und tauchen unter. Ihr Sohn Franz gelangt auf einem Kindertransport nach Amsterdam, wo die Eltern ihn in Sicherheit wähnen. In einem Wehrertüchtigungslager lernen Hartmut und Hans das Verlegen von Feldtelefonkabeln. Nach dem tragischen Tod des Freundes Friewi zweifelt Hartmut kurz an einer Erziehung zur Härte gegen sich selbst und andere, unterdrückt aber seine Gefühle.

### 4. Teil: 1939
Im vierten und letzten Teil treffen sich Hartmut und Renate auf einer pathetisch inszenierten Feier zur Sommersonnenwende. Renate scheint ihren inneren Widerstand gegen den Nationalsozialismus aufgegeben zu haben. Ernst Keller verhilft seinem alten Freund Gruber, der aus einem Konzentrationslager entkommen kann, zur Flucht nach Frankreich. Beide werden jedoch verhaftet und Ernst Keller erneut inhaftiert. Das empört Hartmut, da er als Sohn eines „Zuchthäuslers“ den Rauswurf aus Schule und HJ befürchtet. Zudem stellt sich heraus, dass Erwin Mönkmanns Frau Ruth einen entfernten jüdischen Vorfahren hat. Dieser fehlende Ariernachweis beeinträchtigt weniger die weitere Karriere ihres Ehemanns Erwin in der NSDAP, stellt aber die Pläne des älteren Sohnes Günter bei der SS und das schulische Fortkommen von Hans ernstlich in Frage, da ihr „Blut besudelt“ ist. Ruth Mönkmann lässt sich scheiden und verlässt mit ihren Töchtern Edda und Hella die Stadt. Am 1. September beginnt der Zweite Weltkrieg. 
In einem Epilog werden die Kriegs- und Nachkriegsschicksale der Hauptprotagonisten zusammengefasst.

## Kritik
„Ein zeitgeschichtlicher Fernsehfilm, der sich sorgfältig und anschaulich um ein Abbild damaliger Methoden und Auswirkungen der nationalsozialistischen Jugenderziehung bemüht.“